# Trittico dell'Adorazione dei Magi (Memling)
Il Trittico dell'Adorazione dei Magi è un dipinto del pittore primitivo fiammingo Hans Memling realizzato circa nel 1470-1472 e conservato nel Museo del Prado a Madrid in Spagna.
Il Trittico dell'Adorazione dei Magi è anche noto come Trittico del Prado. Si compone di tre parti: l'ala sinistra è una Natività, il pannello centrale un'Adorazione dei Magi, l'ala destra è una Presentazione al Tempio. Nella scelta dei temi, oltre che nella loro rappresentazione, questo trittico si avvicina al Trittico Floreins e del Polittico Hulin de Loo.

## Storia
La traccia delle facce esterne delle ali è andata persa. È anche chiamato Trittico di Carlos V perché è stato conservato nel'oratorio di Carlos V del Palazzo Reale di Aranjuez e prima nella Casa Reale di Aceca. Questa è una delle opere più conosciute di Memling, accettata da tutti gli autori. Il trittico entrò nel Prado nel 1847.

## Descrizione

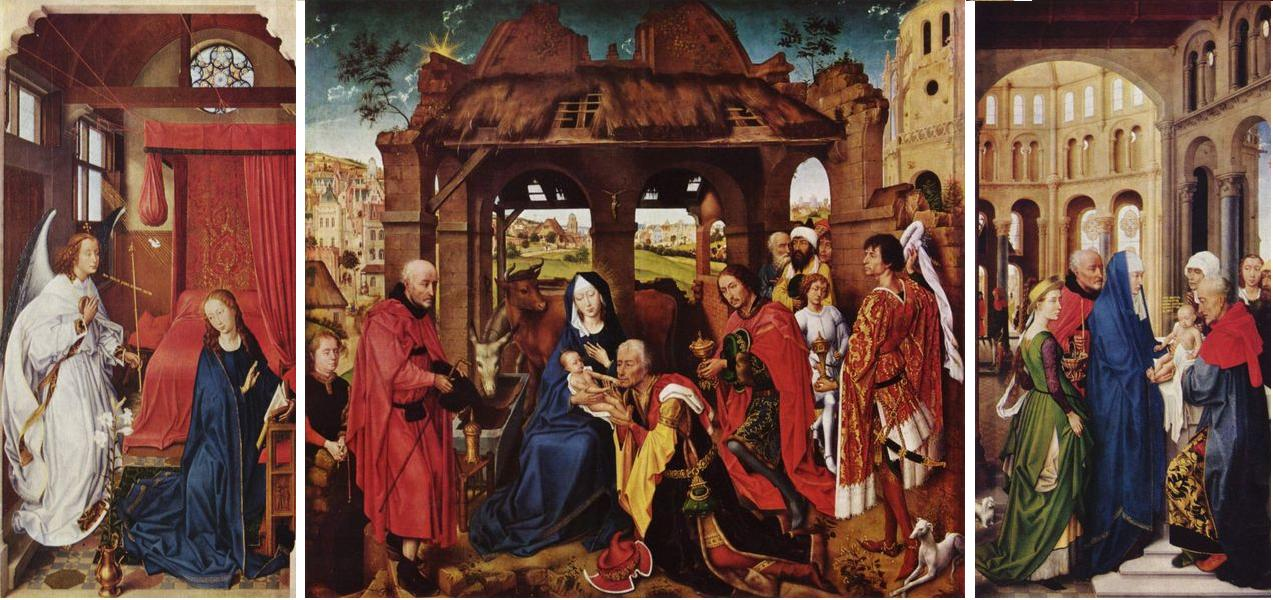
Rogier van der Weyden, Trittico di santa Colomba, Alte Pinakothek,Monaco, (1450-1455).

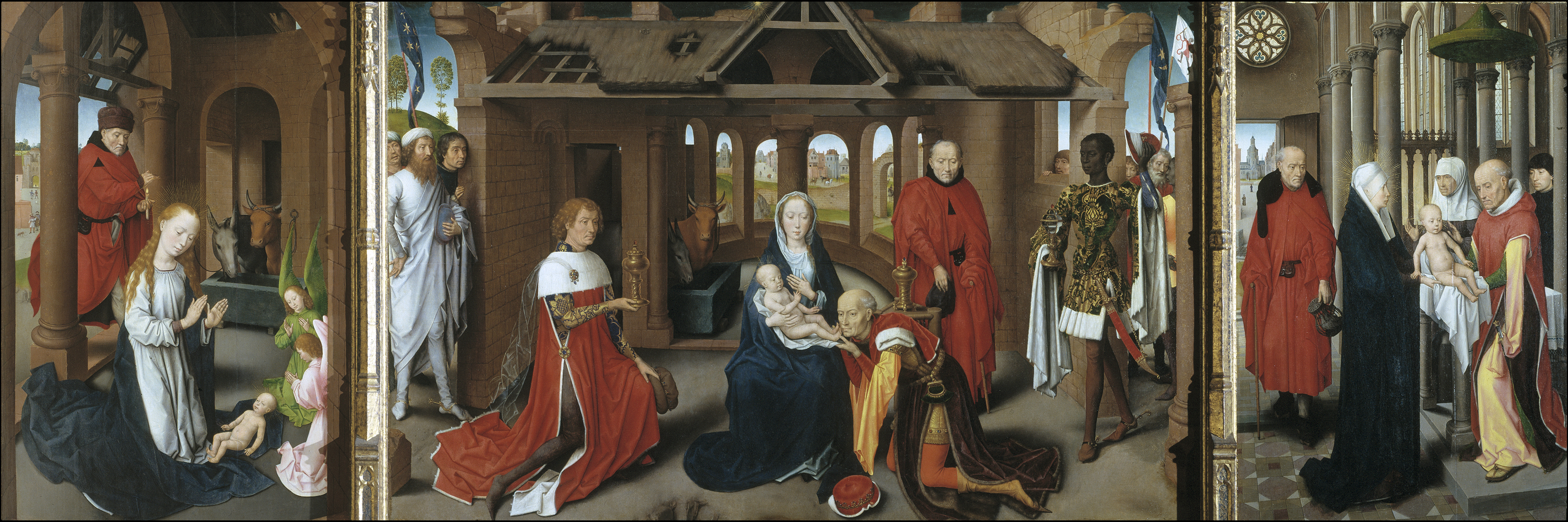
Hans Memling, Trittico del Prado, (1470-1480).

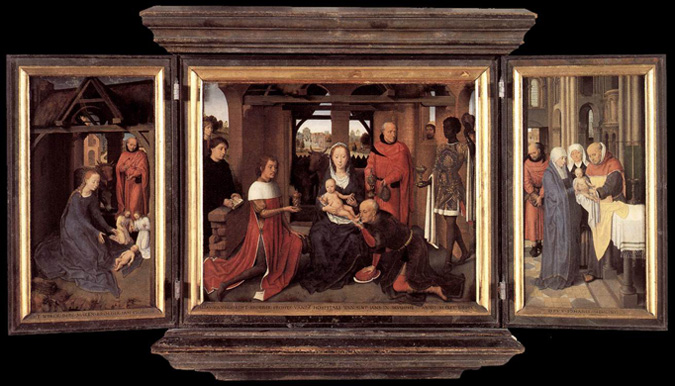
Hans Memling, Trittico di Jan Floreins, (1479).

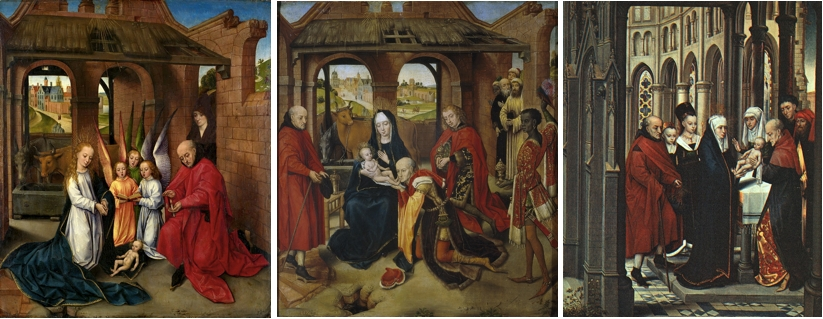
Tre dei cinque pannelli del Maestro dell'Adorazione dei Magi del Prado, (1460-1464).

### Pannello sinistra
Mentre il pannello centrale e il riquadro destro sono molto simili a quelli del Trittico di Jan Floreins, la composizione di questo presepe è piuttosto diversa. È soprattutto la persona di Giuseppe che si trova diversamente e cambia la disposizione: invece di essere in adorazione come la Vergine, si pone dietro di lei, come protettore. C'è spazio per gli animali; inoltre, uno dei due angeli è verde brillante. La vista sulle strade della città, a sinistra di Giuseppe, è limitata, rispetto all'ampio panorama che si può vedere nel pannello corrispondente del Polittico Hulin de Loo.

### Pannello centrale
Come in L'Adorazione dei Magi del "Polittico Hulin de Loo", il pittore aveva seguito in particolare il modello offerto dal pannello centrale del "Trittico di Santa Colomba" di Rogier van der Weyden, ma qui conserva solo alcuni elementi di quel prototipo, e in particolare la figura del vecchio re che abbraccia il Bambino. Anche il gruppo Virgin with Child è influenzato da Rogier. È interessante confrontare questo pannello con il pannello centrale del "Trittico di Jan Floreins". La composizione è chiaramente la stessa, ma questo pannello ha un formato più ampio, e quindi consente al pittore di spaziare i personaggi, dando alla scena un geratismo più intenso. Permette ai curiosi, su entrambi i lati dei re, di essere più visibili e di assistere all'omaggio pagato dai re. I costumi dei re sono anche più ricchi che nel trittico di Floreins. Baldassarre già rappresentato nella forma di un giovane uomo con una postura elegante nel "polittico Hulin de Loo", alza il cappello con la mano sinistra sotto forma di un saluto quando entra in scena. Indossa un abito di broccato, con maniche incredibilmente ampie, bordato di pelliccia bianca. Tiene la sciabola, nella sua custodia rossa, una catena d'oro che circonda e ne accentua le dimensioni. Gli speroni, nei loro panni, sono anche delicatamente modellati come quelli degli altri saggi. Melchiorre, in ginocchio e il più vecchio, è anche riccamente vestito; il suo cappotto con grandi lati marroni bordati di pelliccia si apre su un punto in cui maniche e gambe sono incastonate con pietre preziose. Il suo cappello rosso, posto davanti a lui, è adornato da una bella corona d'oro. Alla fine Gaspare inginocchiato a terra, indossa anche una giacca rossa con un doppietto di broccato. È attaccato al petto con una spilla d'oro, pietre e perle, un velo trasparente avvolge la spalla e la schiena. Ognuno dei tre re solleva la propria offerta in un recipiente chiuso, con un coperchio che ha una pietra preziosa. I contenitori sono realizzati in oro nel caso di Gaspare e Melchiorre mentre quello di Baldassarre sembra vetro.
Il fienile, spalancato con diverse finestre, consente di vedere un vivace paesaggio urbano dietro un muro.

### Pannello destra
La Presentazione al tempio ha una composizione più sobria rispetto a quella del Polittico Hulin de Loo o del Trittico di santa Colomba di Rogier van der Weyden. I cinque personaggi elencati sono San Giuseppe, Maria Vergine, Gesù Bambino, Simeone e Anna la profetessa (La figlia di Fanuele, secondo l'antica tradizione anziana di ottantaquattro anni) sono accompagnati da un giovane vestito di nero, all'estrema destra, la cui identità non viene rivelata. Il tempio è rappresentato sotto forma di una chiesa gotica il cui interno è piuttosto semplice. La porta d'ingresso laterale aperta rivela un'ampia piazza circondata da diversi edifici. Joseph porta in mano un contenitore che conteneva due tortore. È un'offerta, citata dal testo biblico, e che corrisponde alla purificazione di Maria. Nei tre pannelli, Giuseppe è rappresentato come un uomo anziano, con una canna abbastanza prominente negli ultimi due pannelli e vestito allo stesso modo nei tre tavoli.